# Athlétic Club Arles-Avignon

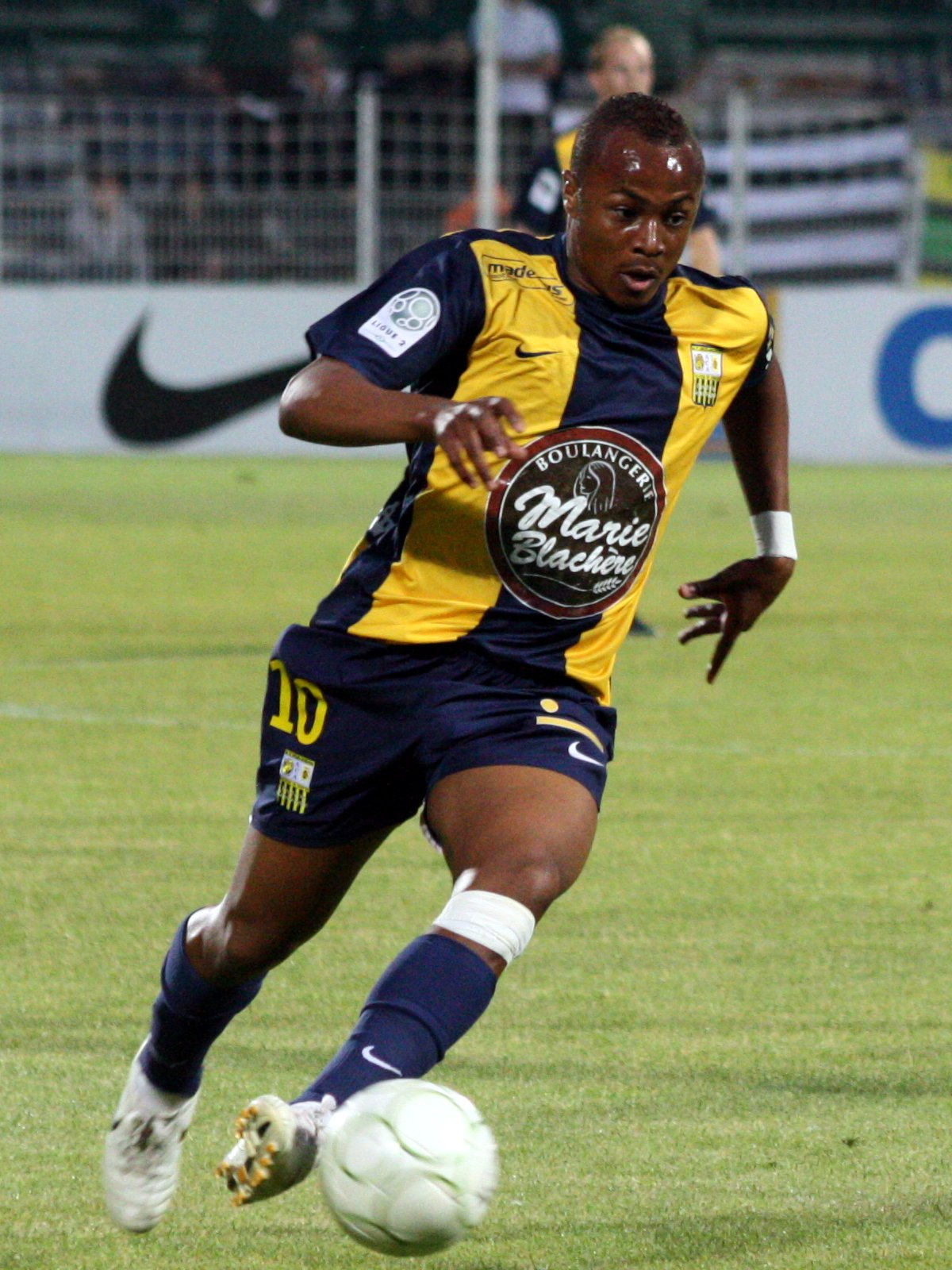
El jugador ghanés André Ayew, ayudó al Arlés a obtener el ascenso a la Ligue 1 en 2010.

El Athlétic Club Arles-Avignon fue un club de fútbol francés, fundado el 18 de febrero de 1913. Tenía su sede en Arlés perteneciente al departamento de Bocas del Ródano.
Fue descendido administrativamente por irregularidades financieras y participó en el Championnat National, tercera división para los equipos afiliados a la FFF para finalmente ser disuelto durante la temporada. Su estadio, localizado en la ciudad de Aviñón, lleva el nombre de Parc des Sports y tiene una capacidad de alrededor de 17.500 personas.

## Historia
El club fue fundado en 1913 con el nombre de Athlétic Club Arles, tras la fusión de otros tres equipos: La Pédale Joyeuse, Arles Auto-vélo y Arles Sports. En los años '70, Arles Avignon jugó en la Ligue 2 y en la Championnat National. En 1970 y en 1973, Arles-Avignon alcanzó los cuartos de final de Coupe de France.
En el 2009, el club asciende a la Ligue 2. Ese mismo año, al club se lo renombra como Athlétic Club Arles-Avignon y cambia su escudo.
En el año 2010, el club asciende por primera vez a la Ligue 1, tras terminar tercero en la Ligue 2.
El 17 de abril de 2011 se consumó el descenso a la Ligue 2 a falta de siete jornadas por disputar.
Fue relegado por decisión administrativa al Championnat National y finalmente el club fue disuelto por problemas financieros.

## Uniforme
- Uniforme titular: Camisa azul marina con líneas amarillas, pantalón y medias azul marino.
- Uniforme alternativo: Camisa granate oscuro con mangas celestes, pantalón y medias granate oscuro.
- Tercer uniforme: Camisa, pantalón y medias rojo anaranjado.

## Jugadores

### Plantel 2014-15
Actualizado a 7 de febrero de 2015